# Sibilla (traghetto)
Il Sibilla, capoclasse dell'omonima classe navale, è un traghetto appartenente alla compagnia di navigazione italiana Caronte & Tourist e in servizio per Siremar.

## Caratteristiche
L'unità è la capoclasse della classe Sibilla: un lotto di 8 navi gemelle costruite tra la fine degli anni '70 e la metà degli anni '80.
La nave dispone di servizi essenziali in virtù dei servizi locali coperti: bar, ristorante, sala TV e solarium sul ponte esterno. Gli ambienti interni sono inoltre dotati di impianto di aria condizionata. La capacità di trasporto è pari a 381 passeggeri e 50 automobili.
La propulsione è affidata ad una coppia di motori GMT 4S da 12 cilindri in grado di erogare una potenza complessiva di 3.706 kW; la velocità massima raggiungibile è pari a 17 nodi.

## Servizio
Varato il 22 dicembre 1978 nel Cantiere navale fratelli Orlando di Livorno con il nome di Sibilla e consegnato il 27 aprile 1979 alla Caremar, prende servizio nello stesso mese nei collegamenti nel Golfo di Napoli e sulle Isole Pontine. 
Da febbraio a marzo 1998 viene noleggiato alla Toremar e impiegato sulla Livorno-Gorgona-Capraia-Portoferraio in sostituzione del Liburna. 
Nel dicembre del 1998 viene trasferita alla Saremar, prendendo servizio nei collegamenti tra Carloforte e Portovesme in coppia con il Vesta. 
Nel 2016, in seguito alla messa in liquidazione della compagnia sarda, il traghetto viene impiegato per un breve periodo dalla Delcomar, per poi essere acquistato dalla Caronte & Tourist insieme al Vesta. Trasferito al nuovo armatore prende servizio nei collegamenti dalla Sicilia alle Isole Egadi e alle Isole Eolie. Saltuariamente opera anche sulla Palermo-Ustica. 
Da ottobre 2022 prende servizio permanente nei collegamenti tra Palermo e Ustica. Successivamente torna ad essere impiegato tra Milazzo e le Isole Eolie, dove opera tutt'oggi.